# Vladislav I av Böhmen
Vladislav I av Böhmen, född 1065, död 1125, var en monark av Böhmen. Han regerade från 1109 till 1117 och från 1120 till 1125. 